# Marku
Marku (en népalais : मार्कु) est un comité de développement villageois du Népal situé dans le district d'Achham. Au recensement de 2011, il comptait 2 156 habitants.